# Nadleśnictwo Supraśl
Nadleśnictwo Supraśl – jednostka organizacyjna Lasów Państwowych podległa Regionalnej Dyrekcji Lasów Państwowych w Białymstoku, której siedziba znajduje się w Supraślu.
Nadleśnictwo terytorialnie leży na obszarach dwóch powiatów: białostockiego (gminy: Supraśl, Wasilków i Gródek) oraz sokólskiego (gminy: Sokółka, Szudziałowo).
Nadleśnictwo podzielone jest na dwa obręby Supraśl i Sokółka w ich skład wchodzi 11 leśnictw: Lipina, Łaźnisko, Dworzysk, Kopna Góra, Klin, Borki, Sokołda, Zacisze, Surażkowo, Podsupraśl, Krasne.
Nadleśnictwo położone jest na terenie Puszczy Knyszyńskiej. Powierzchnia nadleśnictwa wynosi 17456,35 ha, z czego 17066,28 stanowią lasy. Dodatkowo w zasięgu terytorialnym nadleśnictwa znajduje się ok. 1600 ha lasów niepaństwowych nie nadzorowanych przez Nadleśnictwo.
Tereny nadleśnictw Supraśl (pow. 17.455 ha), Dojlidy (pow. 16.109 ha) oraz Czarnej Białostockiej (pow. 13.922 ha) weszły w 2011 roku w skład Leśnego Kompleksu Promocyjnego Puszcza Knyszyńska utworzonego zarządzeniem Nr 64 Dyrektora Generalnego Lasów Państwowych z dnia 30 listopada 2011 r.

## Drzewostan
Drzewostan ze względu na klimat o charakterze kontynentalnym w Puszczy Knyszyńskiej drzewostan stanowią drzewa iglaste: sosna i świerk, domieszki liściaste tworzą brzoza, olsza i dąb. Przeciętny wiek drzewostanów wynosi 57 lat.

## Ochrona przyrody
Rezerwaty przyrody

Na terenie Nadleśnictwa Supraśl położonych jest 11 rezerwatów przyrody o powierzchni ogólnej 1822 ha, co stanowi ponad 10% powierzchni Nadleśnictwa.

Rezerwaty przyrody leżące na terenie nadleśnictwa:
- Bahno w Borkach jedyny rezerwat na terenie Nadleśnictwa, w którym prowadzona jest tzw. ochrona ścisła poza bogactwem flory jest to jedna z głównych ostoi łosia w Puszczy Knyszyńskiej.
- Stare Biele ostoja żubrów
- Woronicza
- Międzyrzecze
- Stara Dębina
- Jałówka
- Krzemienne Góry
- Krasne
- Budzisk
- Surażkowo
- Kozłowy Ług

Pomniki przyrody

Na terenie Nadleśnictwa znajduje się 40 drzew uznanych za pomniki przyrody oraz dwa głazy uznane za pomniki przyrody nieożywionej.

Ochrona gatunkowa

Fauna

Na terenie kompleksów leśnych występuje wiele gatunków zwierząt wśród nich także objęte ścisłą ochroną gatunkową są to m.in. wilki, rysie, żubrów, orlika krzykliwego, żurawie wydry, a także niewielkich rozmiarów koszatki leśne, orzesznice, gronostaje, łasice.

Flora

Wśród wielu gatunków roślin na uwagę zasługują podlegające ochronie gatunki: wawrzynek wilczełyko, arnika górska, kruszczyk błotny, podkolan biały, rosiczka okrągłolistna, storczyk plamisty, widłak jałowcowaty, widłak wroniec, tajęża jednostronna, lilia złotogłów, gnidosz królewski, widłak cyprysowaty, chamedafne północna, brzoza niska, wierzba lapońska, czosnek niedźwiedzi, pełnik europejski.
Źródło

## Edukacja
W nadleśnictwie Supraśl edukacja prowadzona jest głównie w oparciu o Arboretum w Kopnej Górze, „Leśną Szkołę” oraz Małe Muzeum Historii Puszczy Knyszyńskiej znajdujące się w Kopnej Górze.

Na terenie Nadleśnictwa wytyczono trzy ścieżki edukacyjne:
- Ścieżka edukacyjna „Kopna Góra” pętla o długości 4 km. Przebiega przez rezerwat przyrody Woronicza. Prezentuje roślinność oraz sposoby gospodarowania lasem przez leśników. Wyposażenie turystyczne to wiata oraz miejsce na ognisko znajdujące się w Kopnej Górze przy dawnej składnicy drewna.
- Ścieżka edukacyjna „Dolina Jałówki” – długość 3 km. Biegnie przez najciekawsze fragmenty rezerwatu „Jałówka”. Wyposażenie turystyczne to wiata oraz miejsce na ognisko.
- Ścieżka dydaktyczna „Krasne” prezentuje siedliska borowe.